# Lista stareților mănăstirii Strahov din Praga

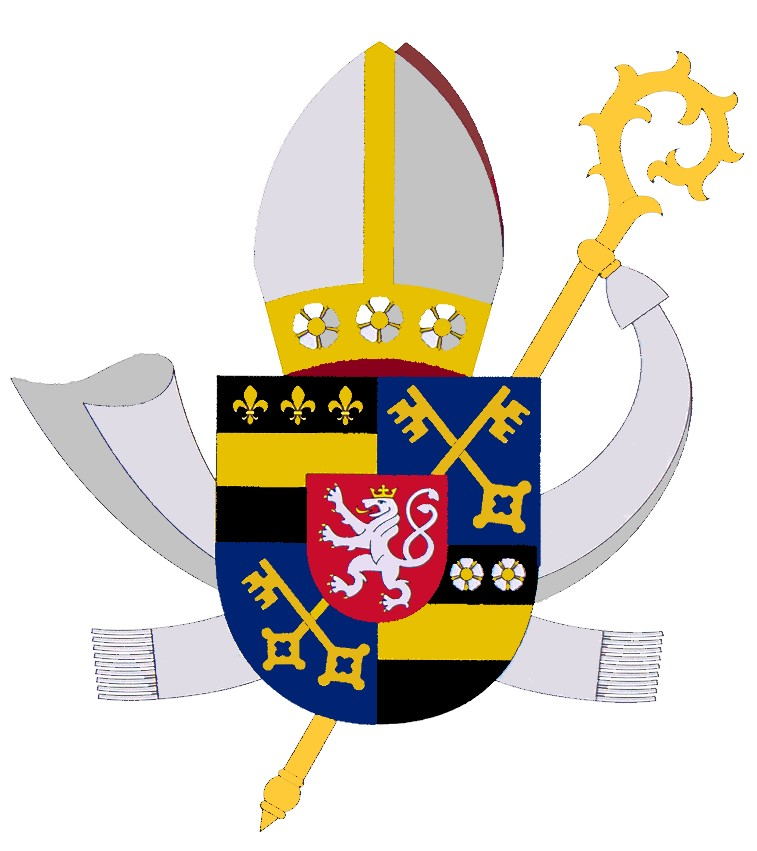
Stema Mănăstirii Strahov

Aceasta este o listă a stareților Mănăstirii Strahov (Královské kanonie Premonstratů na Strahov), cea mai veche mănăstire premonstratense din Boemia, cu sediul în cartierul Strahov⁠(d) al Pragăi.

## Lista stareților
- 1143–1149	Gezo I
- 1149–1175	Erlebold
- 1175/1176–1208 Vojtěch, anterior prepozit la Mănăstirea Doksany⁠(d)
- 1208	Jindřich
- 1218/1219	Adam din Bertoldic
- 1221	Bertold (?)
- 1225/1226–1240 Petr I
- 1240–1243	Gezo al II-lea
- 1243/1244–1250 Dětřich I
- 1250–1266	Jan I
- 1266–1272	Bohumír, anterior prepozit la Mănăstirea Doksany⁠(d)
- 1272–1282	Siffrid
- 1283–1285	Heřman
- 1285–1289	Jordán
- 1289–1295	Lutold
- 1295–1297	Budišín
- ?–1304	Edmund
- 1304–1307	Dětřich al II-lea
- 1307–1321/1323 Gerard
- 1321/1323–1336 Tylman
- 1336–1341	Hildeger
- 1340/1341–1357/1358 Petr al II-lea Vojslavův
- 1359–1363/1366 Martin
- 1367–1389/1390 Konrád
- 1389/1390–1408 Jan al II-lea din Štědra
- 1408–1410	Petr al II-lea din Čachrov[1]
- 1410–1434	Mikuláš Durynk
- 1436–1445	Lev din Bukšice
- 1445–1454	Jan al III-lea din Herštejn
- 1454–1470	Jan al IV-lea Hankamp
- 1470–1486	Jan al V-lea Starustka din Hranice, de la Mănăstirea Hradisko⁠(d)
- 1486–1497	Jan al VI-lea din Prachatice (†29 martie 1501)
- 1497–1510	Matěj din Úterý
- 1510–1517	Kašpar I din Louka
- 1517–1526	Antonín, apoi stareț la Mănăstirea Teplá⁠(d)
- 1526–1535	Jan Curtius, apoi stareț la Mănăstirea Teplá⁠(d)
- 1535–1536	Ondřej Weiss, apoi stareț la Mănăstirea Loucká⁠(d)
- 1537–1544	Václav din Neudorf
- 1544–1552	Jan Muth
- 1552–1556	Vít Theofil
- 1556–1560	Jan al IX-lea
- 1560–1579	Jakub din Šternovice (†20 octombrie 1585)
- 1579–1585	Matěj Ghell, apoi stareț la Mănăstirea Teplá⁠(d)
- 1585–1586	Ondřej Werner, apoi prepozit la Mănăstirea Doksany⁠(d)
- 1586–1612	Jan al X-lea Lohel⁠(d), apoi arhiepiscop de Praga⁠(d) (1612–1622)
- 1612–1640	Kaspar von Questenberg⁠(d)
- 1640–1653	Kryšpín Fuk⁠(d) din Hradiště, consacrat episcop auxiliar de Praga⁠(d) (1644–1653)
- 1653–1656	Norbert Amoenus din Amelunxen, anterior prepozit la Mănăstirea Doksany⁠(d) și stareț la Mănăstirea Želiv⁠(d)
- 1656–1658	Bernard Schuster
- 1658–1669	Vincenc Makarius Frank
- 1670–1679	Jeroným Hirnhaim⁠(d)
- 1679–1690	Hyacint Hohmann
- 1690–1711	Vít Seipel⁠(d), consacrat episcop auxiliar de Praga⁠(d) (1701–1711)
- 1711–1741	Marian Hermann
- 1741–1764	Gabriel Václav Kaspar
- 1764–1777	František Michael Daller
- 1777–1779	Bohuslav Jan Herwig
- 1779–1800	Václav Josef Mayer
- 1800–1803	Adolf Josef Šrámek
- 1804–1816	Jan Nepomuk Milo Grün⁠(d)
- 1816–1834	Benedikt Jan Nepomuk Pfeiffer⁠(d)
- 1834–1870	Jeroným Josef Zeidler⁠(d), abate general⁠(d) al ordinului (1869–1870)
- 1870–1871	Josef Gustav Kolenatý⁠(d)
- 1871–1879	Vojtěch Hron
- 1879–1905	Zikmund Antonín Starý⁠(d)
- 1906–1942	Metoděj Jan Zavoral
- 1942–1951	Bohuslav Stanislav Jarolímek⁠(d) (†31 ianuarie 1951)
- 1987–2018	Michael Josef Pojezdný⁠(d)
- 2018–prezent Daniel Peter Janáček